# Asker-Lännäs pastorat
Asker-Lännäs pastorat är ett enförsamlingspastorat inom Svenska kyrkan i Södra Närkes kontrakt i Strängnäs stift.
Pastoratet har pastoratskoden 041106 och ligger i Örebro kommun. 
Pastoratet var till 2022 ett flerförsamlingspastorat som sedan 1962 och omfattade följande församlingar:
- Askers församling
- Lännäs församling